# وایهرهامر
وایهرهامر (به آلمانی: Weiherhammer) یک شهر در آلمان است که در نویشتادت ان در والدناب واقع شده‌است. وایهرهامر ۳٬۹۸۹ نفر جمعیت دارد.